# Projeto Highwater

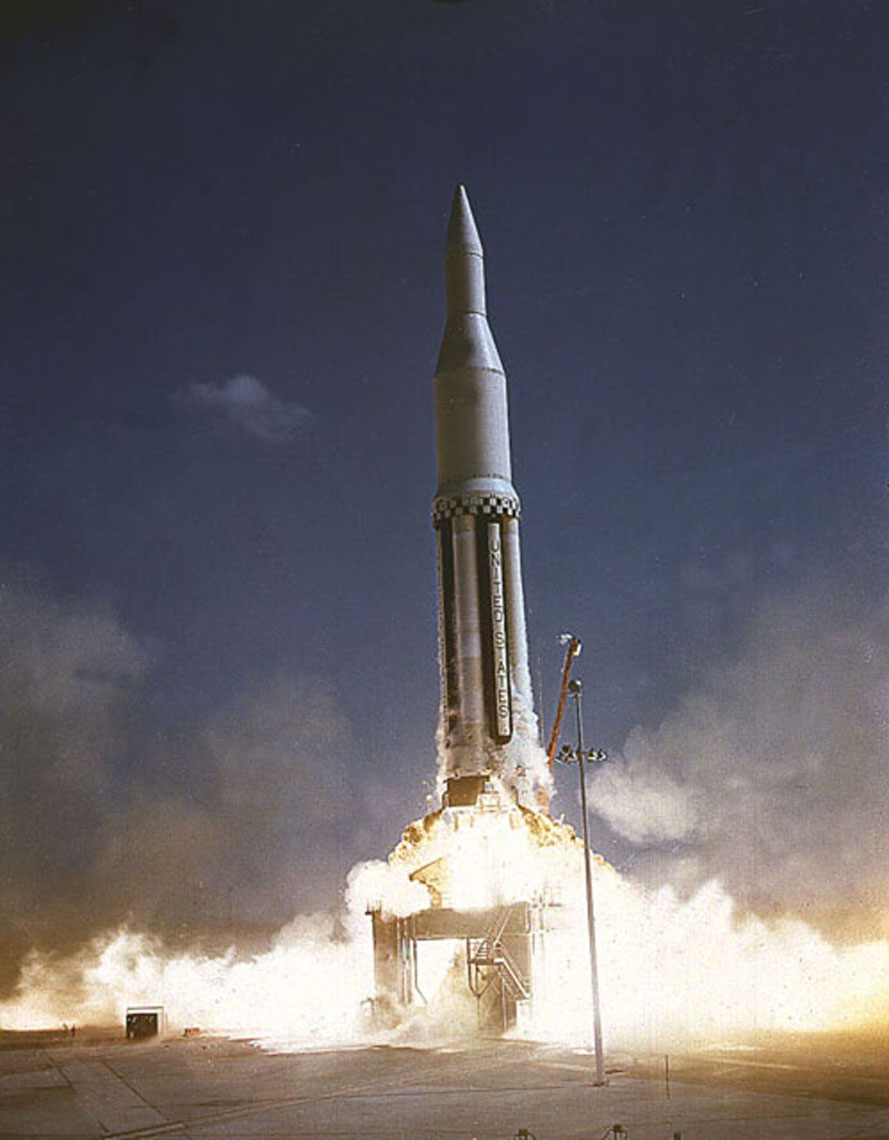
Lançamento do primeiro voo para o Projeto Highwater (SA-2)

Projeto Highwater era um experimento realizado como parte dos dois voos de teste para o Veículo de lançamento Saturno I da NASA (usando battleship nos estágios superiores), lançado com sucesso numa trajetória suborbital a partir de Cape Canaveral (Flórida). O experimento Highwater procurou determinar o efeito de um grande volume de água bruscamente lançado na Ionosfera. O projeto respondeu perguntas sobre o efeito da difusão de propelentes quando um foguete era destruído em alta altitude.
O primeiro voo SA-2, ocorreu no dia 24 de Abril de 1962. Depois que o teste do foguete estava completado e ocorria o desligamento do primeiro estágio, cargas explosivas nos estágios superiores de testes destruíram o foguete e lançaram 87,000 L de água para balastro pesando 95 tonelada curtas (86 000 kg) na atmosfera superior numa altitude de 65 milhas (105 km), eventualmente alcançando o ápice de 90 milhas (145 km).
O segundo voo, SA-3, foi lançado no dia 16 de Novembro de 1962, e envolveu a mesma carga. A água de balastro foi explosivamente lançada na altitude pico do voo de 104 milhas (167 km). Para ambos experimentos, o resultado foram nuvens de gelo expandindo-se em até vários quilômetros e disturbâncias de rádio parecidas com raios foram registradas.
- Este artigo foi inicialmente traduzido, total ou parcialmente, do artigo da Wikipédia em inglês cujo título é «Project Highwater».